# Andre folks børn (dokumentarfilm)
Andre folks børn er en dansk dokumentarfilm fra 1982 instrueret af Søren Dahl Andersen efter eget manuskript.

## Handling
Videoen er optaget på et fritidshjem nord for København. Ved at skildre samværet mellem børn og pædagoger vises, hvordan pædagogernes arbejde ikke kun består i at passe andre folks børn, men også at skabe basis for en meningsfyldt fritid ved at udvikle børnenes evner og give dem kunstneriske og poetiske oplevelser.